# کارل هوپفنر
کارل هوپفنر (انگلیسی: Karl Hopfner؛ زادهٔ ۲۸ اوت ۱۹۵۲) یک سیاست‌مدار اهل آلمان است.